# Kayan-Kenyah jezici
Kayan-Kenyah jezici, naziv za skupinu sjevernosaravačkih jezika s otoka Kalimantan i Sarawak u Indoneziji i Maleziji. Sastoji se od tri uže skupine od kojih su se dvije od njih, kajanska pod imenom kayan-murik i penanska pod imenom Punan-Nibong, smatrale posebnim skupinama malajsko-polinezijskih jezika. Treća skupina kenyah, jedina se vodila kao dio sjevernosaravačkih jezika.
Kayanska skupina sastoji se od užih skupina Kayan vlastiti sa (8) jezika, modang (2) jezika, muller-schwaner ‘punan’ (5) jezika, Muller-Schwaner ’Punan’ (1) jezik i murik kayan (1) jezik.
Druga skupina kenyah obuhvaća (6) jezika i dvije uže skupine, kayanski kenyah (3) jezika, gornji pujungan (2) jezika i jezika Kelinyau [xkl]. Treća je penanska skupina s dva jezika nazivana punan, to su istočnopenanski i zapadnopenanski.